# Nissim Aloni

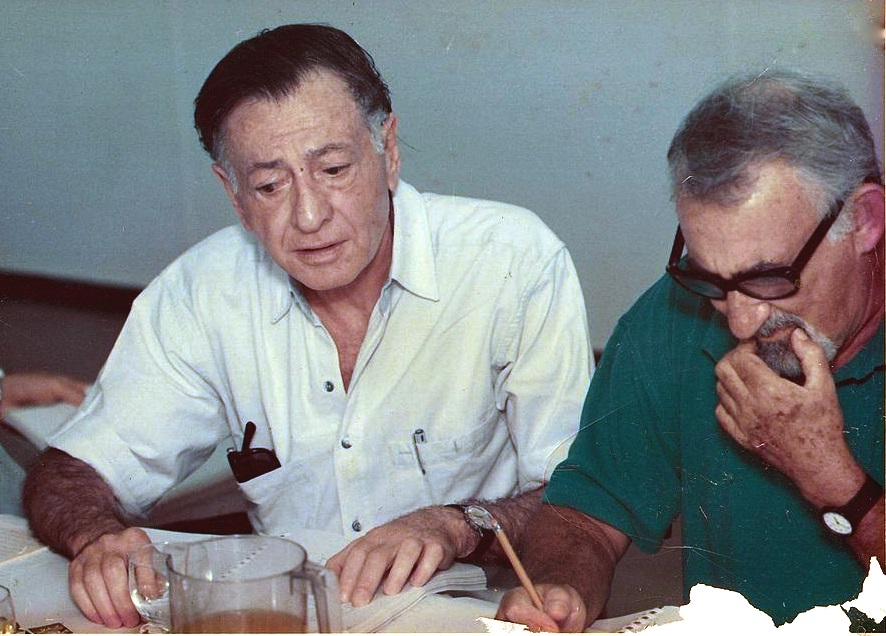
Nissim Aloni (links) und Avner Hezkyahu

Nissim Aloni  (hebräisch נסים אלוני; geb. 24. August 1926 in Tel Aviv; gest. 13. Juni 1998 in Tel Aviv) war ein israelischer Dramaturg.

## Biografie
Nissim Aloni, geboren als Nissim Levi, wuchs als Sohn bulgarisch-jüdischer Immigranten in ärmlichen Verhältnissen im Quartier Florentin im Süden von Tel Aviv auf. Nach dem Abitur schloss er sich den Notrim an, einer von den Briten ausgebildeten und finanzierten Polizeitruppe. Er kämpfte 1948 im israelischen Unabhängigkeitskrieg, ab diesem Zeitpunkt veröffentlichte er Geschichten in der Soldatenzeitung BaMachane. An der Jerusalemer Universität studierte Aloni französische Kultur und Geschichte. Danach lebte er für ein Jahr in Paris. Nach seiner Rückkehr schrieb er Theaterstücke und führte Regie. Zusammen mit Yossi Banai und Avner Hezkyahu gründete er 1963 ein Theater, das aber nur vier Jahre existierte. Er schrieb einige Nummern für das satirische Trio Hagashash Hachiver. Besonders schätzte er die Schauspielerin Hanna Rovina und widmete ihr die Hauptrolle im Theaterstück Aunt Lisa.

## Werke
Nissim Aloni verfasste 13 Theaterstücke und einige Kurzgeschichten. Sein Drama Eddy King wurde verfilmt.
- The American Princess
- Eddy King
- The Bride and the Butterfly
- The Owl (Kurzgeschichten)
- Napoleon, Dead or Alive
- Notes of an Alley Cat
- Most Cruel the King
- Aunt Lisa
- Gypsies of Jaffa
- The King’s Clothes
- Run, soldier, Run

## Auszeichnungen
- Bialik-Preis (1983)
- Israel-Preis (1996)

| Personendaten    | Personendaten          |
| ---------------- | ---------------------- |
| NAME             | Aloni, Nissim          |
| ALTERNATIVNAMEN  | נסים אלוני (hebräisch) |
| KURZBESCHREIBUNG | israelischer Dramaturg |
| GEBURTSDATUM     | 24. August 1926        |
| GEBURTSORT       | Tel Aviv               |
| STERBEDATUM      | 13. Juni 1998          |
| STERBEORT        | Tel Aviv               |